# Comuna Bârna, Timiș
Bârna (maghiară Barnafalva) este o comună în județul Timiș, Banat, România, formată din satele Bârna (reședința), Botești, Botinești, Drinova, Jurești, Pogănești și Sărăzani.

## Localizare
Localitatea este așezată pe valea Sarazului, în partea de est a județului Timiș. Distanța față de municipiul Lugoj este de 16 km iar față de municipiul Timișoara, reședința de județ, este de 76 km.

## Populație (evoluție istorică)
Populația comunei Bârna a evoluat astfel:

## Politică
Comuna Bârna este administrată de un primar și un consiliu local compus din 9 consilieri. Primarul, Ovidiu-Nicolae Ignatoni[*], de la Partidul Național Liberal, este în funcție din 1 noiembrie 2024. Începând cu alegerile locale din 2024, consiliul local are următoarea componență pe partide politice:
|  | Partid                           | Consilieri | Componența Consiliului | Componența Consiliului | Componența Consiliului | Componența Consiliului |
|  | -------------------------------- | ---------- | ---------------------- | ---------------------- | ---------------------- | ---------------------- |
|  | Partidul Național Liberal        | 4          |                        |                        |                        |                        |
|  | Partidul Social Democrat         | 3          |                        |                        |                        |                        |
|  | Alianța pentru Unirea Românilor  | 1          |                        |                        |                        |                        |
|  | Uniunea Ucrainenilor din România | 1          |                        |                        |                        |                        |

Primarul comunei, Dumitru Pecora, face parte din PSD iar viceprimarul Gheorghe Antoni din PD (2004, PSD). Consiliul Local este constituit din 9 consilieri, împărțiți astfel:
|  | Partid                                     | Consilieri | Componența | Componența | Componența | Componența |
|  | ------------------------------------------ | ---------- | ---------- | ---------- | ---------- | ---------- |
|  | Alianța Dreptate și Adevăr (2 PD și 2 PNL) | 4          |            |            |            |            |
|  | Partidul Social Democrat                   | 3          |            |            |            |            |
|  | Independenți                               | 2          |            |            |            |            |

## Demografie
Componența etnică a comunei Bârna
     Români (69,31%)
     Ucraineni (24,85%)
     Alte etnii (0,48%)
     Necunoscută (5,36%)
Componența confesională a comunei Bârna
     Ortodocși (78,41%)
     Adventiști (8,42%)
     Penticostali (4,41%)
     Baptiști (1,15%)
     Alte religii (1,29%)
     Necunoscută (6,31%)
Conform recensământului efectuat în 2021, populația comunei Bârna se ridică la 1.473 de locuitori, în scădere față de recensământul anterior din 2011, când fuseseră înregistrați 1.640 de locuitori. Majoritatea locuitorilor sunt români (69,31%), cu o minoritate de ucraineni (24,85%), iar pentru 5,36% nu se cunoaște apartenența etnică. Din punct de vedere confesional, majoritatea locuitorilor sunt ortodocși (78,41%), cu minorități de adventiști (8,42%), penticostali (4,41%) și baptiști (1,15%), iar pentru 6,31% nu se cunoaște apartenența confesională.